# Shkurte Fejza
Shkurte Fejza (* 18. November 1961 in Mušutište, SFR Jugoslawien) ist eine kosovarische Volksmusikerin. Sie singt vor allem traditionelle albanische Folk-Musik.

## Leben
Von 1981 bis 1983 waren Fejzas Lieder in der Sozialistischen Föderativen Republik Jugoslawien gänzlich verboten, 1986 wurde sie inhaftiert. Bis zur Unabhängigkeit des Kosovo wurden Lieder wie ihre in Jugoslawien nicht im Hörfunk oder im Fernsehen gespielt; sie wurden lediglich als Videoaufzeichnungen verkauft, verbreiteten sich aber dennoch in der Bevölkerung. Shkurte Fejza war die bekannteste Sängerin, deren Werke auf diese Weise populär wurden.
2013 erhielt sie vom albanischen Präsidenten Bujar Nishani die Verdienstauszeichnung Mjeshtër i Madh.

## Diskografie

### Alben (Auswahl)
- Jo nuk ndahet Mitrovica
- Të dua Kosovë
- Shqiptari të dua

### Singles (Auswahl)
- Xhamadani Vija Vija
- Këngë nga Zemra (mit Hanë Nikprelaj und Shaqir Cërvadiku)
- Këngë e Lot (mit Shyhrete Behluli)
- Këngë Gurbeti
- Ani Mori Nuse
- Mora Fjale